# Ferrari 166 Inter
La Ferrari 166 Inter è la prima autovettura costruita dalla Ferrari, prevalentemente destinata a un uso stradale, che venne presentata nel 1948 al Salone dell'automobile di Torino e venne prodotta sino al 1950 in 37 esemplari totali.

## Il contesto
La progettazione dell'autovettura si deve perlopiù ad Aurelio Lampredi per la parte telaistica e a Gioachino Colombo per la parte motoristica ed è derivata direttamente dai modelli da corsa di quegli anni: la 166 F2, la 166 S e la 166 MM che aveva vinto nelle classiche gare di durata come la Mille Miglia e la 24 Ore di Le Mans. La denominazione Inter era mutuato dalla omonima scuderia automobilistica dei fratelli Besana che, spesso, schieravano in gara la 166 SC, dal pubblico ribattezzata Ferrari Inter o, più semplicemente, Inter.
Il numero "166" rappresentata invece la cilindrata unitaria del propulsore, appunto 166,25 cm³.
Come molte vetture dell'epoca, il telaio della vettura veniva consegnato a un carrozziere scelto dal cliente, per realizzare la carrozzeria. Le carrozzerie, per la maggior parte delle 166 Inter, sono state realizzate dalla Touring ma vi sono anche esemplari allestiti dalla Ghia, dalla Vignale e dagli Stabilimenti Farina, oltre all'esemplare unico a 4 posti commissionato da Enzo Ferrari alla Bertone. Perlopiù la configurazione scelta è stata quella di coupé, pur essendoci stati anche alcuni esemplari cabriolet.
La versione della Touring viene presentata al Salone dell'Automobile di Torino del 1948, insieme alla versione spider, la 166 MM.
Il frontale è dotato di una griglia arrotondata a listelli orizzontali, con i parafanghi, ormai completamente integrati nel corpo vettura, che rimangono riconoscibili grazie a un solco che parte sotto i fanali, posti sulla sommità dei parafanghi, gira loro intorno e si fonde armonicamente nella portiera mentre il passaruota è sottolineato da una nervatura in rilievo. Il parafango posteriore è evidenziato da una bombatura e con una nervatura. L'abitacolo, con cinque finestrini e parabrezza anteriore diviso al centro, ha montanti sottili che contribuiscono a renderlo luminoso. Tutti questi dettagli identificano la prima berlinetta Gran Turismo della casa modenese.
Il propulsore installato in posizione anteriore longitudinale era un motore V12 che raggiungeva quasi i 2 L, precisamente i 1.995 cm³ di cilindrata, e la potenza erogata era di 90 CV. La trazione era sulle ruote posteriori e il cambio era a 5 rapporti oltre la retromarcia.
Venne sostituita nel 1950 da un modello di maggior cubatura, la Ferrari 195 Inter, dove, anche in questo caso, la numerazione rappresentava la cilindrata unitaria del motore.

## Caratteristiche tecniche
| Caratteristiche tecniche - Ferrari 166 Inter Touring | Caratteristiche tecniche - Ferrari 166 Inter Touring | Caratteristiche tecniche - Ferrari 166 Inter Touring | Caratteristiche tecniche - Ferrari 166 Inter Touring | Caratteristiche tecniche - Ferrari 166 Inter Touring | Caratteristiche tecniche - Ferrari 166 Inter Touring |
| --- | --- | --- | --- | --- | --- |
| | | | | | |
| Configurazione | | | | | |
| Carrozzeria: coupé | Carrozzeria: coupé | Posizione motore: anteriore longitudinale | Posizione motore: anteriore longitudinale | Trazione: posteriore | Trazione: posteriore |
| Dimensioni e pesi | | | | | |
| Ingombri (lungh.×largh.×alt. in mm): 3950 × 1410 × 1390 | Ingombri (lungh.×largh.×alt. in mm): 3950 × 1410 × 1390 | Ingombri (lungh.×largh.×alt. in mm): 3950 × 1410 × 1390 | Ingombri (lungh.×largh.×alt. in mm): 3950 × 1410 × 1390 | Diametro minimo sterzata: | Diametro minimo sterzata: |
| Interasse: 2420 mm | Interasse: 2420 mm | Carreggiate: anteriore 1250 - posteriore 1200 mm | Carreggiate: anteriore 1250 - posteriore 1200 mm | Altezza minima da terra: | Altezza minima da terra: |
| Posti totali: 2 | Posti totali: 2 | Bagagliaio: | Bagagliaio: | Serbatoio: 72 litri | Serbatoio: 72 litri |
| Meccanica | | | | | |
| Tipo motore: 12 cilindri a V di 60° con basamento testata in lega leggera Silumin; rapporto di compressione: 8,0:1. Raffreddamento a liquido con radiatore anteriore e lubrificazione a carter umido | Tipo motore: 12 cilindri a V di 60° con basamento testata in lega leggera Silumin; rapporto di compressione: 8,0:1. Raffreddamento a liquido con radiatore anteriore e lubrificazione a carter umido | Tipo motore: 12 cilindri a V di 60° con basamento testata in lega leggera Silumin; rapporto di compressione: 8,0:1. Raffreddamento a liquido con radiatore anteriore e lubrificazione a carter umido | Cilindrata: (alesaggio e corsa: 60 × 58,8 mm); cilindrata unitaria 166,25, cilindrata totale 1.995 cm³                                                                     | Cilindrata: (alesaggio e corsa: 60 × 58,8 mm); cilindrata unitaria 166,25, cilindrata totale 1.995 cm³                                                                     | Cilindrata: (alesaggio e corsa: 60 × 58,8 mm); cilindrata unitaria 166,25, cilindrata totale 1.995 cm³                                                                     |
| Distribuzione: 2 valvole per cilindro, 1 albero a camme in testa | Distribuzione: 2 valvole per cilindro, 1 albero a camme in testa | Distribuzione: 2 valvole per cilindro, 1 albero a camme in testa | Alimentazione: 1 carburatore oppure 3 Weber 32 DCF | Alimentazione: 1 carburatore oppure 3 Weber 32 DCF | Alimentazione: 1 carburatore oppure 3 Weber 32 DCF |
| Prestazioni motore | Potenza: massima 90 CV a 5600 giri/min | Potenza: massima 90 CV a 5600 giri/min | Potenza: massima 90 CV a 5600 giri/min | Potenza: massima 90 CV a 5600 giri/min | Potenza: massima 90 CV a 5600 giri/min |
| Accensione: 2 spinterogeni | Accensione: 2 spinterogeni | Accensione: 2 spinterogeni | Impianto elettrico: 12 V, batteria 45 Ah | Impianto elettrico: 12 V, batteria 45 Ah | Impianto elettrico: 12 V, batteria 45 Ah |
| Frizione: monodisco a secco | Frizione: monodisco a secco | Frizione: monodisco a secco | Cambio: 5 velocità + RM | Cambio: 5 velocità + RM | Cambio: 5 velocità + RM |
| Telaio | | | | | |
| Corpo vettura | Telaio tubolare - Carrozzeria in alluminio | Telaio tubolare - Carrozzeria in alluminio | Telaio tubolare - Carrozzeria in alluminio | Telaio tubolare - Carrozzeria in alluminio | Telaio tubolare - Carrozzeria in alluminio |
| Sospensioni | anteriori: a ruote indipendenti, quadrilateri trasversali, balestra trasversale / posteriori: a ponte rigido, balestre semiellittiche longitudinali, barra stabilizzatrice                           | anteriori: a ruote indipendenti, quadrilateri trasversali, balestra trasversale / posteriori: a ponte rigido, balestre semiellittiche longitudinali, barra stabilizzatrice                           | anteriori: a ruote indipendenti, quadrilateri trasversali, balestra trasversale / posteriori: a ponte rigido, balestre semiellittiche longitudinali, barra stabilizzatrice | anteriori: a ruote indipendenti, quadrilateri trasversali, balestra trasversale / posteriori: a ponte rigido, balestre semiellittiche longitudinali, barra stabilizzatrice | anteriori: a ruote indipendenti, quadrilateri trasversali, balestra trasversale / posteriori: a ponte rigido, balestre semiellittiche longitudinali, barra stabilizzatrice |
| Freni | anteriori: a tamburo / posteriori: a tamburo | anteriori: a tamburo / posteriori: a tamburo | anteriori: a tamburo / posteriori: a tamburo | anteriori: a tamburo / posteriori: a tamburo | anteriori: a tamburo / posteriori: a tamburo |
| Pneumatici | 5,90" × 15" o 5,50" × 15" / Cerchi: in acciaio stampato o a raggi Borrani-Rudge da 15 pollici | 5,90" × 15" o 5,50" × 15" / Cerchi: in acciaio stampato o a raggi Borrani-Rudge da 15 pollici | 5,90" × 15" o 5,50" × 15" / Cerchi: in acciaio stampato o a raggi Borrani-Rudge da 15 pollici                                                                              | 5,90" × 15" o 5,50" × 15" / Cerchi: in acciaio stampato o a raggi Borrani-Rudge da 15 pollici                                                                              | 5,90" × 15" o 5,50" × 15" / Cerchi: in acciaio stampato o a raggi Borrani-Rudge da 15 pollici                                                                              |
| Prestazioni dichiarate | | | | | |
| Velocità: 170 km/h | Velocità: 170 km/h | Velocità: 170 km/h | Accelerazione: | Accelerazione: | Accelerazione: |
| Altro | | | | | |
| Altro | Tubi di scarico singoli o due in uno - Coppa dell'olio in lega leggera Silumin | Tubi di scarico singoli o due in uno - Coppa dell'olio in lega leggera Silumin | Tubi di scarico singoli o due in uno - Coppa dell'olio in lega leggera Silumin                                                                                             | Tubi di scarico singoli o due in uno - Coppa dell'olio in lega leggera Silumin                                                                                             | Tubi di scarico singoli o due in uno - Coppa dell'olio in lega leggera Silumin                                                                                             |
| Fonte dei dati: | | | | | |